# Francesco Olgiati
Francesco Olgiati (Busto Arsizio, 1º gennaio 1886 – Milano, 21 maggio 1962) è stato un presbitero e filosofo italiano di orientamento neoscolastico.

## Biografia
Figlio di Giuseppe Olgiati e Teresa Ferrario, si formò presso Seminari milanesi e, il 13 giugno 1908, venne ordinato sacerdote dal cardinal Andrea Carlo Ferrari. Dopo una pausa di alcuni anni in seguito ad una malattia, collaborò con padre Agostino Gemelli e Ludovico Necchi alla Rivista di filosofia neo-scolastica e fondò con loro il periodico Vita e Pensiero. Fu insignito da Pio XI del titolo di Cameriere Segreto e da Pio XII di Protonotario Apostolico. Inoltre fu, assieme ad Agostino Gemelli, uno dei fondatori dell'Università Cattolica del Sacro Cuore. Presso tale ateneo insegnò nelle facoltà di Lettere, di Magistero e di Giurisprudenza. Dal 1922 fu condirettore della Rivista del Clero Italiano insieme ad Agostino Gemelli. Fu autore di innumerevoli scritti relativi alla religione e all'istruzione. I suoi allievi più illustri furono Virgilio Melchiorre e Giovanni Reale.

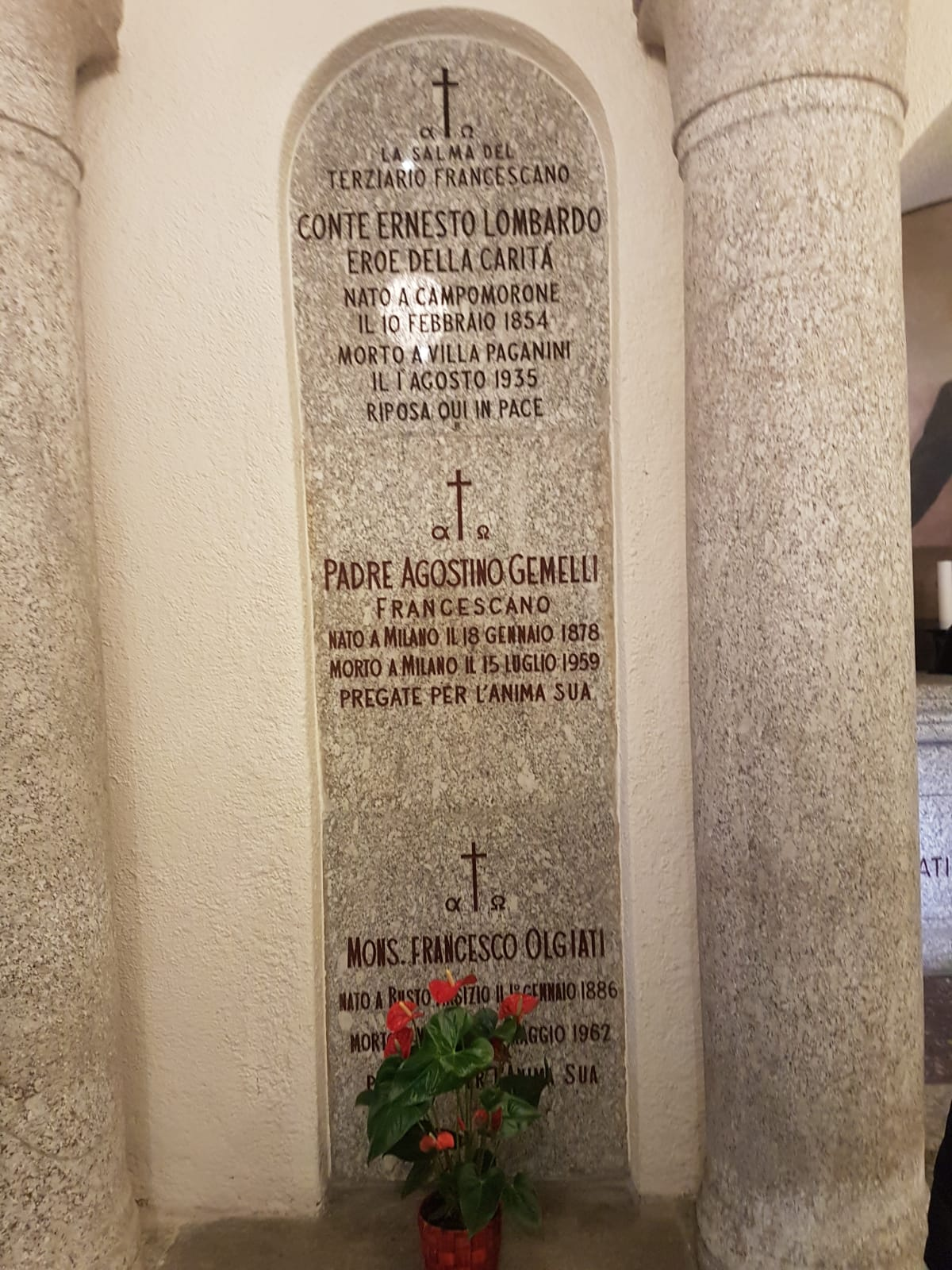
Tomba di Agostino Gemelli mons. Olgiati.

Il libro Le lettere di Berlicche, scritto da C.S.Lewis, oltre ad essere dedicato a J.R.R. Tolkien, è dedicato anche a Mons. Olgiati.

## Opere
- Francesco Olgiati Religione e vita, Società Editrice "Vita e Pensiero", Milano, 1919.
- Francesco Olgiati, Schemi di conferenze, Società Editrice "Vita e Pensiero", Milano 1938.
- Francesco Olgiati, I fondamenti della filosofia classica, Società Editrice "Vita e Pensiero", Milano 1964.
- Francesco Olgiati, Il sillabario della Teologia, Società Editrice "Vita e Pensiero", Milano 1952
- Francesco Olgiati, Il concetto di giuridicità in san Tommaso d'Aquino, Società Editrice "Vita e Pensiero", Milano
- Francesco Olgiati, Carlo Marx, Società Editrice "Vita e Pensiero", Milano
- Francesco Olgiati, Il sillabario della morale cristiana, Società Editrice "Vita e Pensiero", Milano
- Francesco Olgiati, Il sillabario del Cristianesimo, Società Editrice "Vita e Pensiero", Milano